# Lipa (powiat przasnyski)
Lipa – wieś w Polsce położona w województwie mazowieckim, w powiecie przasnyskim, w gminie Jednorożec. Ma status sołectwa.
| SIMC    | Nazwa      | Rodzaj  |
| ------- | ---------- | ------- |
| 0510617 | Nowiny     | kolonia |
| 0510623 | Stara Wieś | kolonia |

Wieś należała do dzierżawy Przasnysz w 1617 roku. W latach 1975–1998 miejscowość należała administracyjnie do województwa ostrołęckiego. 
We wsi znajdują się: kościół filialny pod wezwaniem św. Maksymiliana Kolbego parafii w Świętym Miejscu, ochotnicza straż pożarna, dyskoteka, punkt skupu mleka.